# S Club 7
S Club（エス・クラブ）は、イギリスのダンスボーカルグループ。男性3人と女性4人、計7人からなる。

## 来歴
アメリカでは人気を得ることができなかったが、本国イギリスでは絶大な人気を獲得した。日本での知名度は低かったが、NHK教育テレビの番組『ドラマで楽しむ英会話』で彼らの出演作である『Miami 7』を扱っているため、日本でも彼らを見る機会が多くなった。
活動を続けていく中、メンバーのポールが脱退し、メンバーが6人となってしまったため、S Clubとして活動を続けるが、2003年4月21日にロンドンでコンサートを行なった際にステージでグループの解散を発表した。
解散から5年後、2008年10月にメンバーのジョー、ポール、ブラッドリーの3人で再結成ツアーを行うことを発表。地元の大学やナイトクラブでライブ活動を行う予定。
2023年2月、年末にイギリスとアイルランドでの再結成ツアーを発表した。
2023年4月6日、ポールが心不全のため死去、46歳没。

## 特長
ストレートなラブソングや、人生に対するメッセージを美しいコーラスワークで歌いあげる。「Bring It All Back」や「You're My Number One」など、明るい軽快なナンバーが彼らの最大の魅力でもある。ただし、その路線にとどまらず、「Have You Ever」や「Never Had a Dream Come True」などのスローで切ないバラードも歌いこなす。それを可能にしているのは、彼らの抜群の歌唱力である。その楽曲の多くをUKの歌手でソングライターのキャシー・デニスが書いている。

## メンバー
女性メンバー
- Tina - 本名:ティナ・バレット（1976年9月16日 -、好きな色：赤、元ダンサー）
- Hannah - 本名:ハンナ・スピアリット（1981年4月1日 -、好きな色:黄色、元モデル）
- Jo - 本名:ジョー・オメアラ（1979年4月29日 -、好きな色:藍色、元歌手）
- Rachel - 本名:レイチェル・スティーヴンス（1978年4月9日 -、好きな色:紫色、元モデル）

男性メンバー
- Paul - 本名:ポール・キャターモール（1977年3月7日 - 2023年4月6日[2][3]、46歳没、好きな色:オレンジ色、元ロックバンド）
- Jon - 本名:ジョン・リー（1982年4月26日 -、好きな色:緑色、元俳優）
- Bradley - 本名:ブラッドリー・マッキントッシュ（1981年8月8日 -、好きな色:青色、元ピザ屋店員）

## ディスコグラフィ

### スタジオ・アルバム
- 『S CLUB』 - S Club (1999年、Polydor)
- 『7』 - 7 (2000年、Polydor)
- 『サンシャイン』 - Sunshine (2001年、Polydor)
- Seeing Double (2002年、Polydor)

### コンピレーション・アルバム
- Don't Stop Movin' (2002年、Interscope)
- 『グレイテスト・ヒッツ』 - Best: The Greatest Hits of S Club 7 (2003年、Polydor)
- Essential S Club 7 (2021年、Spectrum)

### シングル
- 「ブリング・イット・オール・バック〜飛び出せ青春!!男女7人夢物語」 - "Bring It All Back"（1999年6月7日）
- 「S CLUB パーティ〜S CLUB 7のテーマ」 - "S Club Party"（1999年9月20日）
- 「ユアー・マイ ナンバー・ワン」 - "Two In A Million" / "You're My Number One"（1999年11月13日）
- "Reach"（2000年5月22日）
- "Natural"（2000年9月11日）
- "Never Had A Dream Come True"（2000年11月27日）
- 「ドント・ストップ・ムーヴィン」 - "Don't Stop Movin'"（2001年4月23日）
- "Have You Ever"（2001年11月19日）
- "You"（2002年2月11日）
- "Alive" (2002年11月18日)
- "Love Ain't Gonna Wait For You"（2003年5月26日）
- "Say Goodbye" / "Love Ain't Gonna Wait For You"（2003年5月26日）